# Practica geometriae (Hugo von St. Viktor)
Practica geometriae (Hugo von St. Viktor) (im Folgenden PG) ist eine Schrift über geometrische und astronomische Themen. Sie wurde etwa 1125 von Hugo von St. Viktor in mittellateinischer Sprache für den frühscholastischen Schulbetrieb erstellt. Diese Zuschreibung ist aber nicht völlig gesichert.

## Grundhaltung und Tendenzen
Im Prolog formuliert der Autor seine Absicht: ... nostris tradere ... non quasi nouum cudens opus sed uetera colligens dissipata, ... unseren Schülern nichts neues verfertigen, sondern altes, verstreutes sammeln. Dies steht im Zusammenhang des frühscholastischen Schulbetriebs, d. h. nicht zufällige Lesefrüchte werden geboten, sondern ein geordneter Lehrstoff. Hierzu teilt Hugo von St. Victor die Geometrie in eine theoretische (theorica ... spacia et intervalla dimensionum rationabilium sola rationis speculatione uestigat, Theorie ... die Räume und Fläche nur nach Überlegungen des Verstandes untersucht) und eine praktische (practica ... instrumentis agitur et ex aliis alia proportionaliter coniciendo diiudicat, Praktik ... die Instrumente benutzt und die verschiedenen Proportionalitäten beurteilt)  (PG, Prenotanda, §2). Eine derartige Abgrenzung ist neu und wird zum ersten Mal in dieser Schrift durchgeführt.
Hugo von St. Viktor unterteilt seinen Lehrstoff in die Kapitel altimetria, planimetria und cosmimetria;
diese Einteilung hat er auch in seinem umfassenden Werk Didascalion, de studio legendi (Buch 2, 13) getroffen. Davor stellt der Autor ein Kapitel prenotanda, in dem er den Schülern doch einiges aus der theoretischen Geometrie anbietet, das zum Verständnis nötig ist.

## Inhalt

### Prenotanda (Vorbemerkungen)
Das Kapitel beginnt mit theoretischen geometrischen Definitionen: Linie, Punkt etc. nach Euklid, Die Elemente, Buch I, die Hugo von St. Viktor von Gerbert d’Aurillac Geometria Geberti übernommen haben könnte.
Nach der Abgrenzung  der praktischen Geometrie folgen einige grundlegende Definitionen, das rechtwinklige Dreieck und die Gestalt der Erde betreffend.

### Altimetria, planimetria (Höhen- und Flächenmessung)
§7 - §35 behandeln die Berechnung von Höhen, §36 - §38 die Berechnung von Flächen. Den theoretischen Hintergrund bilden die Ähnlichen Dreiecke. Zur praktischen Realisierung wird das Astrolabium verwendet und beschrieben: inter omnia instrumenta mensorum principalis (das erste unter allen Instrumenten der Messenden) (§10). Diese Informationen konnte Hugo von St. Viktor aus der Schrift De astrolabia des Gernert d’Aurillac entnehmen. Allerdings wird nur die Rückseite, die Dioptra verwendet, mit der alhidada oder mediclinius, die zur Peilung verwendet wurde.

### Cosmimetria (Erdvermessung)
Hugo von St. Viktor will die Welt vermessen und geht dabei von deren Mittelpunkt, der Erde aus, die von himmlischen Sphären umgeben sei. Er behandelt den Erdumfang (§39), den Erddurchmesser (§40), die Entfernung Erde-Sonne (§41-§43), die Größe der Sonne (§44-§45) und den Erdschatten (§46-§48).
Den Erdumfang gibt er  mit 252000 Stadien an, wie in der Antike weit verbreitet und mit dem Namen Eratosthenes verbunden. Dies ist auch eine der wenigen Quellen, die er nennt, zusammen mit der anekdotischen Schilderung der geodätischen Messungen durch die Beamten des ägyptischen Herrschers Ptolemaios III., möglicherweise übernommen von Martianus Capella (Die Hochzeit von Philologia und Merkur, Buch 6 – Geometrie). Hugo bietet aber noch eine zweite Methode, um die benötigte Datenbasis zu erlangen. Die Veränderung der Mittagshöhe eines hellen und ganzjährig hoch über dem Horizont stehenden Sterns (gewählt wurde septentrio = Polarstern) wird mit Hilfe eines Astrolabiums gemessen. Dafür findet sich in der  antiken Literatur keine Quelle.
Der Erddurchmesser wird nach der Formel Durchmesser * Kreiszahl = Umfang bestimmt, wobei die Kreiszahl π (Pi) durch 3 1/7 angenähert wird. Auf seine Quelle Macrobius („Kommentar zu Ciceros Somnium Scipionis“, XX,16) weist Hugo von St. Viktor selbst hin.
Hatten diese beiden Größen, die Erde betreffend, einen guten Bezug zur Realität, so kann man das von dem folgenden Abstand Erde-Sonne nicht sagen. Der Autor übernimmt von seinen Antiken Quellen (u. a. Macrobius, XX,23) 4,82 Mio. Stadien (größenordnungsmäßig 1 Mio. km) und ist damit von der Astronomischen Einheit weit entfernt. Da in seinem Weltbild die Sonne um die Erde kreist, lässt sich aus der gewonnenen Entfernung der Umfang dieser Sonnenbahn berechnen. Dieser Wert wird mit der Dauer des vollständigen Erscheinens der Sonnenscheibe über dem Horizont am Morgen der Tagundnachtgleiche in Bezug gesetzt und daraus der Durchmesser der Sonne ermittelt (ähnlich Macrobius, XX,26-31). Auch hier bietet der Autor an, alternativ mit Hilfe der Dioptra eines Astrolabiums den oberen und unteren Rand der Sonne anzupeilen.

## Überlieferung und Weiterleben
Das Werk wurde in zahlreichen Handschriften überliefert. Im Codex Paris Mazarine 717(M) findet sich der Text mit mehreren Werken Hugos von St. Viktor. Es wurde auch mit den thematisch dazu passenden Texten anderer Autoren zusammengestellt, wie im Leidener Gronov 21 aus dem 12ten Jahrh., dort zusammen u. a. mit der Geometria des Gerbert d’Aurillac, eine Schrift des Hyginus Gromaticus und der Timaeusübersetzung Ciceros.
1966 gab Roger Baron eine reich kommentierte Ausgabe der Practica geometriae heraus. 1991 erschien eine Übersetzung in die englische Sprache von Frederick A. Homann. Eine Übersetzung in die deutsche Sprache liegt nicht vor.

## Textausgaben und Übersetzungen
- Roger Baron: HVGONIS DE SANCTO VICTORE OPERA PROPAEDEVTICA, Paris 1966
- Frederick A. Homann: PRACTICAL GEOMETRY, [Practica Geometriae] Attributed to Hugh of St. Victor, Milwaukee 1991